# Thul Sothearith
Thul Sothearith (28 novembre 1985) è un calciatore cambogiano, di ruolo difensore.

## Carriera

### Club
Ha giocato nella prima divisione cambogiana.

### Nazionale
Ha esordito in nazionale nel 2006, giocando 9 partite fino al 2008.

## Palmarès

### Club

#### Competizioni nazionali
- C-League: 5

Phnom Penh Crown: 2010, 2011, 2014, 2015, 2016